# Ettore Olivero Pistoletto
Ettore Olivero Pistoletto (Gravere, 17 dicembre 1898 – Sanremo, dicembre 1981) è stato un pittore italiano.

## Biografia

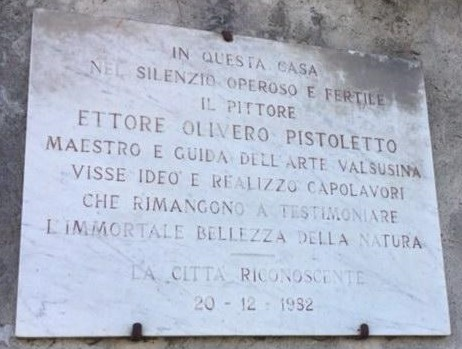
Lapide commemorativa a Susa

Figlio di Michele Pistoletto e Maria Pesando, all'età di 8 anni una grave malattia lo rese completamente sordo.
Fortemente condizionato nell'uso della parola, superò questo handicap con cura e costanza. 
Ma forse questo silenzio impostogli dalla natura rimase il punto di forza del suo sviluppo artistico.
Iniziò a dipingere quasi per un senso di rivalsa, una sfida alla realtà che gli impediva di comunicare direttamente con tutto quanto di bello ed entusiasmante la natura ha creato per l'uomo. 
Influirono sulla sua formazione artistica i meastri del colore che allora davano lustro alla Val di Susa: Bartolomeo Giuliano, Eugenio Blais, Giuseppe Augusto Levis, Angelo Rescalli.
Comparirà per la prima volta a Torino nel 1923 esponendo alcuni suoi paesaggi alla Galleria Monteu, tra gli allora già famosi Lorenzo Delleani, Cesare Maggi e Giovanni Cavalleri.
Nel 1930 iniziò un lungo periodo di attività nel biellese con una serie di affreschi: lì tornerà dopo la seconda guerra mondiale per curare affreschi a Trivero. 
Nel marzo 1955, alla galleria Fogliato di Torino susciterà interesse ed ammirazione per una cinquantina di opere di un realismo entusiasmante: ormai le personali si seguono con ritmo incalzante. 
Le sue nature morte fanno testo e suscitano ammirazione ovunque. 
Si arriva poi a quelle immagini di oggetti metallici (argento o acciaio polito a specchio) che nella essenziale figurazione della superficie lucida riflettono e riassumono le immagini care alla sua arte, opere che nel famoso Vaso d'argento trovano l'espressione massima di una poetica inseguita per decenni di attività artistica. 
Nel 1978, a 80 anni, dona al Museo Segusino quel Livia che resta una delle sue migliori espressioni in campo artistico. Si ritira quindi a Sanremo dove si spegne nel dicembre 1981.
A Susa gli sono state dedicate una strada e una lapide posta nell'abitazione in cui dimorò.